# Stellar Publishing Corporation
Stellar Publishing Corporation — издательская компания, основанная в 1929 году в Нью-Йорке Хьюго Гернсбеком для выпуска научно-популярных журналов и журналов фантастики. Компания была основана вместо Experimenter Publishing Company, контроль над которой Гернсбек утратил из-за банкротства.

## Менеджмент
- Хьюго Гернсбек — президент
- И. С. Маннхаймер — секретарь
- Стэнли Гернсбек — казначей

## Список изданий
- «Air Wonder Stories» (1929—1930)
- «Science Wonder Stories» (1929—1930, объединён с предыдущим в «Wonder Stories»)
- «Radio-Craft» (1929—1948, переименован в «Radio-Electronics»)
- «Radio-Electronics» (1948-?)
- «Scientific Detective Monthly» (1929—1930, переименован в «Amazing Detective Tales»)
- «Wonder Stories» (1930—1936, продан и переименован в «Thrilling Wonder Stories»)
- «Amazing Detective Tales» (1930, продан и переименован в «Amazing Detective Stories»)
- «Short Wave Craft» (1930—1936, слит с «Radio-Craft»)
- «Television News» (1931)
- «Everyday Mechanics» (1931, переименован в «Everyday Science and Mechanics»)
- «Everyday Science and Mechanics» (1931—1937, переименован в «Science and Mechanics»)
- «Pirate Stories» (1934—1935)
- «High-Seas Adventures» (1934—1935, слит с «Pirate Stories»)
- «Short Wave Listener» (1935—1937)